# Offene Bauweise (Baurecht)

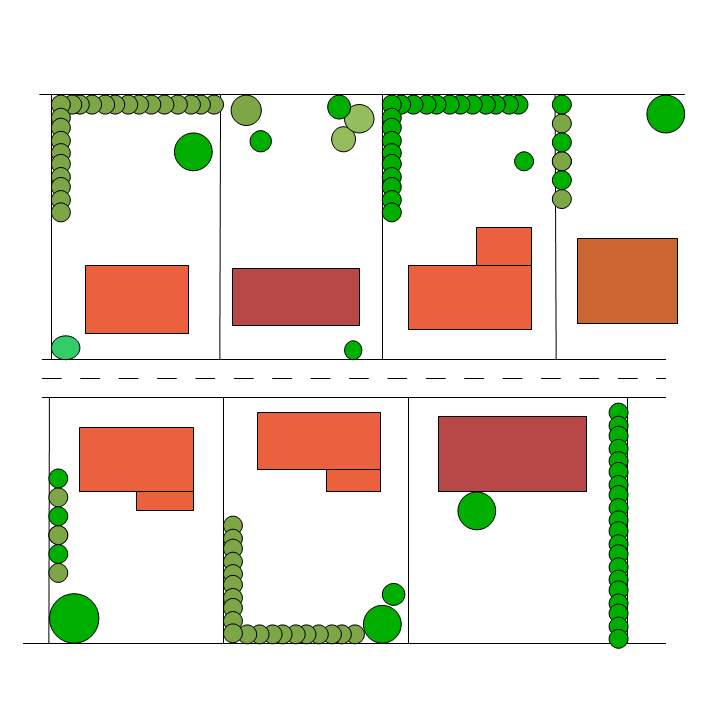
Einzelhäuser in offener Bauweise (Schema)

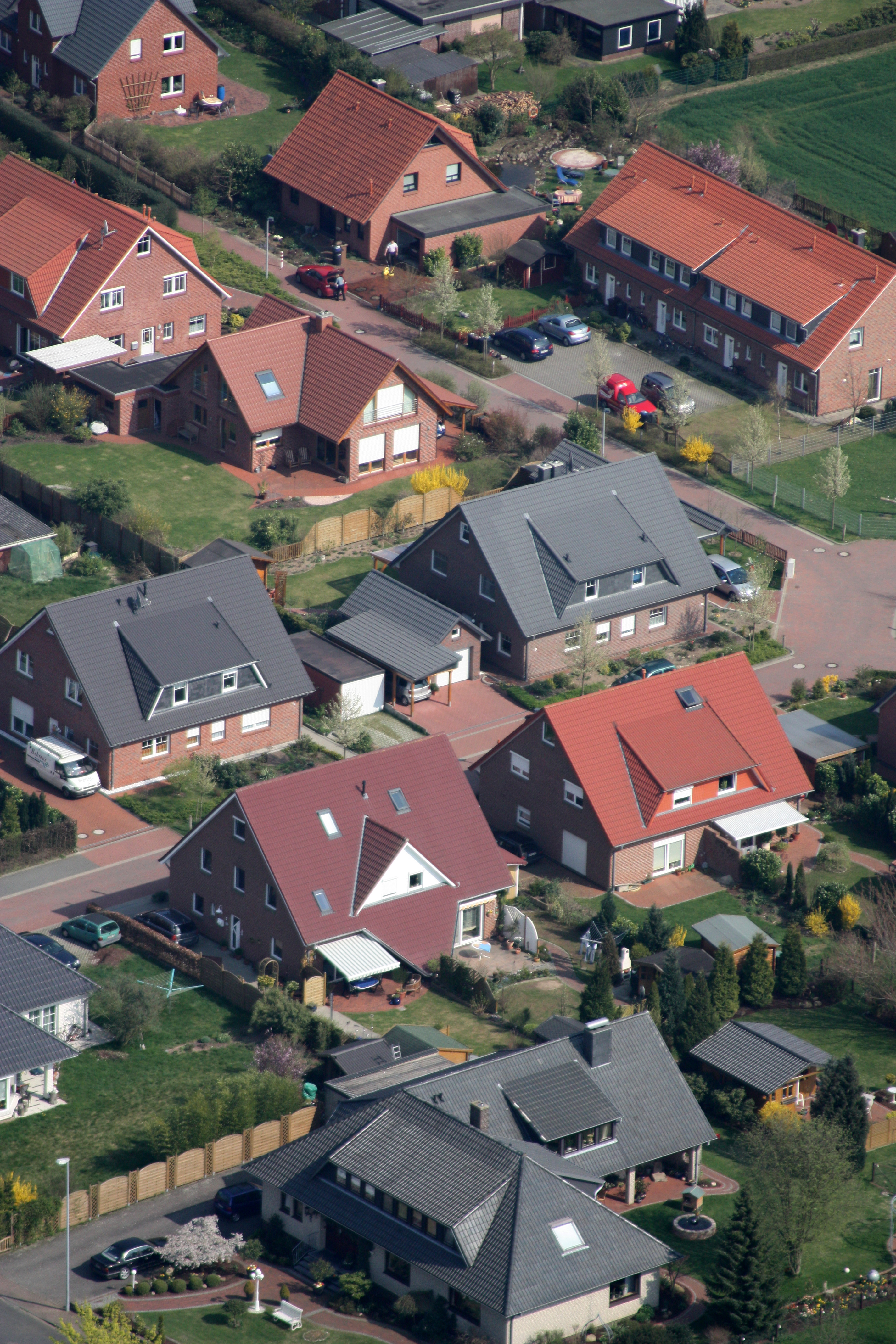
Offene Bauweise in einem Wohngebiet

Die Bauweise regelt das Verhältnis eines Gebäudes zu den seitlichen Grundstücksgrenzen. Rechtsgrundlage ist § 22 der Baunutzungsverordnung (BauNVO). Danach gibt es zwei grundsätzliche Varianten: die offene und die geschlossene Bauweise. In der offenen Bauweise werden die Gebäude mit seitlichem Grenzabstand errichtet, in der geschlossenen Bauweise werden sie ohne seitlichen Grenzabstand errichtet. Die Bauweise wird im Bebauungsplan festgesetzt. § 22 Abs. 4 BauNVO erlaubt der Gemeinde auch, eine hiervon abweichende Bauweise festzusetzen.
Bei der offenen Bauweise werden folgende Hausformen unterschieden:
- Einzelhaus: Ein allseitig freistehender Baukörper mit Abstand zu den seitlichen und rückwärtigen Grundstücksgrenzen.[1] Es kann sich dabei beispielsweise um ein Einfamilienhaus, ein Mietshaus oder einen Gebäudekomplex handeln. Ausschlaggebend für die Zuordnung ist, dass das Gebäude sich auf einem einzigen Grundstück befindet.
- Doppelhaus: Zwei Gebäude auf benachbarten Grundstücken werden durch Aneinanderbauen an der gemeinsamen Grundstücksgrenze zu einer Einheit zusammengefügt. Die beiden Häuser werden dabei baulich aufeinander abgestimmt.
- Hausgruppe: Aus mindestens drei aneinandergebauten Häusern (beispielsweise Reihenhäusern) bestehend, die sich jeweils auf eigenen Grundstücken befinden. Die Hausgruppe muss als Ganzes an den Kopfenden einen Abstand zu den Nachbargrenzen einhalten.

Alle drei Hausformen dürfen jeweils eine Gesamtlänge von 50 Metern nicht überschreiten.
Liegen die Baugrundstücke nicht innerhalb eines Bebauungsplanes, wird die Bebaubarkeit durch § 34 Abs. 1 Satz 1 BauGB geregelt. Die Gebäude müssen sich danach auch hinsichtlich der vorherrschenden Bauweise in die nähere Umgebung einfügen.

## Vorteile von Einzelhäusern
- Da es zwischen Nachbarn keine gemeinsamen Wände gibt, findet keine direkte Geräusch- oder  Lärmbelästigung durch den Nachbarn statt.
- Brände können schwerer von einem Haus auf das andere übergreifen.
- Eine natürliche Belichtung der Innenräume ist von allen Seiten möglich und erlaubt dadurch eine größere Planungsvielfalt bei der Grundrissbildung.
- Häuser können allseitig von einem zusammenhängenden Garten umgeben werden.
- Die Fertighaus-Industrie kann bei offener Bauweise mit wenigen Haustypen auf dem gesamten europäischen Markt auftreten.

## Nachteile von Einzelhäusern
- Ein Nachteil von Einzelhäusern in der offenen Bauweise ist der durch die seitlichen Abstandsflächen bedingte erhöhte Flächenbedarf sowie die im Vergleich zu der geschlossenen Bauweise erhöhten Erschließungskosten.
- Durch den intensiveren Flächenbedarf einer offenen Bauweise wird die Zersiedelung begünstigt.
- Unter Umständen vermindert sich die Privatsphäre im einsehbaren Garten und es entsteht eine erhöhte Lärm- und Abgasbelastung durch eine mangelhafte Trennung von öffentlichem und privatem Raum.[2] Diese Beeinträchtigungen sind jedoch auch noch von anderen baulichen und topografischen Faktoren abhängig.
- Durch die größere Oberfläche im Verhältnis zum Gebäudevolumen steigt der Energieverbrauch zur Beheizung der Gebäude, sofern der Wärmeverlust nicht durch eine verbesserte Wärmedämmung kompensiert wird (wodurch sich in der Regel der Flächenbedarf weiter erhöht).